# Burg Heckholzhausen
Die Burg Heckholzhausen ist eine abgegangene kleine Spornburg auf 250 m ü. NHN etwa 400 Meter westlich des Ortskerns des Ortsteils Heckholzhausen der Gemeinde Beselich im mittelhessischen Landkreis Limburg-Weilburg.

## Geschichte
Die Burg wurde im 13. Jahrhundert von der niederadeligen Familie von Holzhausen erbaut, deren Geschlecht im Jahr 1300 erstmals mit Johannes namentlich genannt wurde. Die Familie führte ab 1391 den Namen Schütz von Holzhausen und war vorher eine Burgmannenfamilie auf der Burg Merenberg, wo sie sich Schütz von Merenberg nannten. Angehörige der weitverzweigten Familie sind als Amtmänner in Driedorf, Runkel, Merenberg und weiteren kleineren Höfen nachweisbar.
Wann die Burg aufgegeben oder zerstört wurde, ist nicht bekannt, sie war gegen Ende des 16. Jahrhunderts bereits verfallen: Im Jahr 1599 wird sie als in Trümmern liegend urkundlich, 1843 sollen noch Grundmauern vorhanden gewesen sein.